# Johann Edel
 (août 2025).
Johann Edel (en azéri :Ivan Edel ; né en 1863 dans la colonie allemande de Bilovach, district de Borznyansky, province de Tchernigov et mort le 14 février 1932 à Bakou) est un architecte russe d'origine allemande et conseiller d'État. Il réalise de nombreux bâtiments historiques à Bakou, en Azerbaïdjan, tels que la résidence de Mitrofanov et la Maison aux griffons.

## Biographie
Jeunesse
Johann Wilhelmovich Edel est né dans la famille de Wilhelm Genrikhovich Edel, citoyen d'honneur d'origine allemande. Johann Wilhelmovich Edel est connu sous le nom d'Ivan Vasilievich.
Pendant ses études à l'École de peinture, de sculpture et d'architecture de la Société des beaux-arts de Moscou, Edel conçoit un projet de maison de prière, d'école et de presbytère luthériens, puis, en 1886, un projet original pour les bâtiments de la communauté luthérienne de Bakou. Cependant, seules une école et une église évangélique luthérienne sont construites selon ses plans. Son professeur était A. K. Savrassov. Il obtient son diplôme universitaire avec une médaille d'or pour son dessin « Au bain ». Son oncle et son père travaillant à Bakou, Ivan Vassilievitch s'y installe peu après ses études, à la fin des années 1880.

## Période de création
En 1888, Edel commençe à enseigner le dessin au lycée féminin Mariinsky de Bakou, ainsi qu'à l'école privée de Mme Wald. En 1890, selon son projet et aux frais de l'industriel pétrolier de Bakou Moussa Naghiyev, une maison de style italien est construite à l'angle des rues Birjevaya (aujourd'hui Uzeyir Hadjibeyov) et Krasnovodskaya (aujourd'hui S. Vurgun). Elle abrite le club d'hiver de l'Assemblée populaire de Bakou (à l'époque soviétique, la Maison de l'officier du district de Bakou), transféré de l'avenue Velikoknyajesky, de la maison Lalaev. La même année, selon le projet d'Edel, un immeuble résidentiel de trois étages est construit au 3, rue Pratchetchnaya (aujourd'hui rue Gogol).
En 1891, Edel commençe la conception de la chapelle en pierre de Saint-Apôtre Bartholomée, à la Tour de la Vierge. Une église de style russe, ornée d'une croix en miroir sur son dôme, fut construite et consacrée le 14 septembre 1892. En 1930, l'église est fermée et abandonnée jusqu'à sa démolition. En 1892, selon le projet d'Edel, l'école-église de la Transfiguration est construite dans l'usine « S. M. Chibaev et K », sur le territoire de la « Ville Blanche ». Après l'invasion soviétique de l'Azerbaïdjan en 1920, l'usine Chibaev est transformée en raffinerie de pétrole, baptisée du nom de Staline (nommé d'après le XXIIe Congrès du PCUS). Cette même année, conformément au décret de séparation de l'école et de l'église, celle-ci est fermée, et une école technique y est installée. En 1893, selon le projet d'Edel, un bâtiment est construit et inauguré au 8, rue Bolchaïa Morskaïa (aujourd'hui avenue Bulbul), qui abrite plus tard le Trésor provincial de Bakou. Ce bâtiment abrite aujourd'hui la polyclinique numéro 1.
En 1893, Johann Edel construit pour Moussa Nagiyev des maisons donnant sur les rues Bolchaïa Morskaïa, Molokanskaïa (aujourd'hui Khagani), Krasnovodskaïa (aujourd'hui Samed Vurgun) et Birzhevaya (aujourd'hui U. Hadjibeyov). À l'époque soviétique, l'une de ces maisons abritait la Maison des officiers du district de Bakou. En 1896, rue de la Police (aujourd'hui rue Yusif Mammadaliyev), une maison est construite selon le projet d'Edel, aujourd'hui connue sous le nom de « Maison aux Griffons». La même année, Edel construit des maisons au 14 rue Prachechnaya (des étages sont ajoutés en 1954) et au 9 rue Prachechnaya pour l'industriel pétrolier Shamsi Asadullayev, le Baron du Pétrole. En 1904, Edel poursuivit la construction de la branche de Bakou de la Société technique impériale russe, commencée par Joseph Goslavsky, décédé la même année.
En 1910, selon son projet, sa propre maison à deux étages est construite rue Birjevaya.

## Service public et ses dernières années
En 1894, Ivan Vassiliévitch Edel est embauché à l'École royale de Bakou comme professeur de dessin et de calligraphie, tout en continuant à donner des cours au lycée féminin Mariinsky. En 1896, il quitte le lycée Mariinsky et enseigne uniquement à l'École royale. La même année, I. V. Edel est promu conseiller de cour, en 1899, conseiller collégial, et en 1903, conseiller d'État. En 1905, Edel reçoit un salaire annuel de 1 250 roubles pour ses services précieux. Depuis, Edel construit plusieurs bâtiments et enseigne principalement à l'École royale de Bakou (aujourd'hui l'Université économique d'État d'Azerbaïdjan).
En 1907, il se présente à la Douma municipale, mais n'obtient pas le nombre de voix requis. En 1908, il est élu au Comité des parents d'élèves de l'École royale de Bakou.
Après la Révolution d'Octobre, Ivan Edel travaille comme architecte au Baksovet –Pouvoir exécutif de Bakou.